# Leon Shamroy
Leon Shamroy (New York, 16 luglio 1901 – Los Angeles, 7 luglio 1974) è stato un direttore della fotografia statunitense.
Era nipote di David Abel (1883–1973), anche lui noto direttore della fotografia.

## Biografia
Nella sua lunga carriera, durata cinquant'anni, vinse quattro Oscar alla migliore fotografia: nel 1943 per Il cigno nero, nel 1945 per Wilson, nel 1946 per Femmina folle e nel 1964 per Cleopatra.

## Filmografia parziale
- Hidden Aces, regia di Howard M. Mitchell (1927)
- Tongues of Scandal, regia di Roy Clements (1927)
- La guardia del corpo (Her Bodyguard), regia di William Beaudine (1933)
- Voglio essere amata (She Married Her Boss), regia di Gregory La Cava (1935)
- Mondi privati (Private Worlds), regia di Gregory La Cava (1935)
- Il dissipatore (Spendthrift), regia di Raoul Walsh (1936)
- Sono innocente (You Only Live Once), regia di Fritz Lang (1937)
- Ritorna l'amore (Made for Each Other), regia di John Cromwell (1938)
- Le avventure di Sherlock Holmes (The Adventures of Sherlock Holmes), regia di Alfred L. Werker (1939)
- I ribelli del porto (Little Old New York) di Henry King (1940)
- Notti argentine (Down Argentine Way), regia di Irving Cummings (1940)
- Una notte a Rio (That Night in Rio), regia di Irving Cummings (1941)
- Appuntamento a Miami (Moon over Miami) di Walter Lang (1941)
- Il cigno nero (The Black Swan), regia di Henry King (1942)
- Condannatemi se vi riesce! (Roxie Hart) di William A. Wellman (1942)
- Agguato sul fondo (Crash Dive), regia di Archie L. Mayo (1943)
- Stormy Weather, regia di Andrew L. Stone (1943)
- Wilson, regia di Henry King (1944)
- Un albero cresce a Brooklyn (A Tree Grows in Brooklyn), regia di Elia Kazan (1945)
- Femmina folle (Leave Her to Heaven), regia di John M. Stahl (1945)
- Ambra (Forever Amber), regia di Otto Preminger e John M. Stahl (1947)
- L'amante immortale (Daisy Kenyon), regia di Otto Preminger (1947)
- Cielo di fuoco (Twelve O'Clock High), regia di Henry King (1949)
- Dodici lo chiamano papà (Cheaper by the Dozen), regia di Walter Lang (1950)
- La dominatrice del destino (With a Song in My Heart), regia di Walter Lang (1952)
- Le nevi del Chilimangiaro (The Snows of Kilimanjaro), regia di Henry King (1952)
- La tunica (The Robe), regia di Henry Koster (1953)
- Tempeste sul Congo (White Witch Doctor), regia di Henry Hathaway (1953)
- Down Among the Sheltering Palms, regia di Edmund Goulding (1953)
- Sinuhe l'egiziano (The Egyptian), regia di Michael Curtiz (1954)
- Follie dell'anno (There's No Business Like Show Business), regia di Walter Lang (1954)
- Papà Gambalunga (Daddy Long Legs), regia di Jean Negulesco (1955)
- L'amore è una cosa meravigliosa (Love Is a Many-Splendored Thing), regia di Henry King (1955)
- Il re ed io (The King and I), regia di Walter Lang (1956)
- Gangster cerca moglie (The Girl Can't Help It), regia di Frank Tashlin (1956)
- La segretaria quasi privata (Desk Set), regia di Walter Lang (1957)
- Bravados (The Bravados), regia di Henry King (1958)
- L'angelo azzurro (The Blue Angel), regia di Edward Dmytryk (1959)
- Pugni, pupe e pepite (North to Alaska), regia di Henry Hathaway (1960)
- Tenera è la notte (Tender Is the Night), regia di Henry King (1962)
- Cleopatra, regia di Joseph L. Mankiewicz (1963)
- Il cardinale (The Cardinal), regia di Otto Preminger (1963)
- La signora e i suoi mariti (What a Way to Go!), regia di J. Lee Thompson (1964)
- Il tormento e l'estasi (The Agony and the Ecstasy), regia di Carol Reed (1965)
- Il pianeta delle scimmie (Planet of the Apes), regia di Franklin J. Schaffner (1968)
- Rapporto a quattro (Justine), regia di George Cukor (1969)